# Monde Yeux
Monde Yeux är ett svenskt band som spelar indiepop med vissa influenser av balkanmusik. Debutalbumet ”Naked Girls” släpptes i april 2008 och redan året efter släpptes deras andra album, ”Duke & The Drug Dealing Dinosaurs”. Bandet har bland annat spelat på Emmabodafestivalen och Hultsfredsfestivalen 2009.